# Vincenzo Nespoli
Vincenzo Nespoli (Afragola, 12 gennaio 1954) è un politico italiano, ex senatore della Repubblica, ex deputato ed ex sindaco della sua città natale.

## Biografia
Dopo la laurea in Medicina e chirurgia, si è interamente dedicato all'attività politica.
Esponente del Movimento Sociale Italiano, alle elezioni politiche del 1994 viene candidato alla Camera dei deputati nel collegio uninominale di Afragola, sostenuto dalla coalizione di centro-destra Polo del Buon Governo, dove viene eletto deputato con il 40,94% dei voti.
Nel 1995 aderisce alla svolta di Fiuggi di Gianfranco Fini e la relativa fondazione di Alleanza Nazionale (AN), di cui è membro del consiglio direttivo.
Alle politiche del 1996 si ricandida alla Camera nel collegio di Afragola, sostenuto dalla coalizione di centro-destra Polo per le Libertà in quota AN, dove ottiene il 44,5% dei voti e viene sconfitto dal rappresentante dell'Ulivo Domenico Tuccillo.
Alle elezioni politiche del 2001 viene ricandidato alla Camera, tra le liste di Alleanza Nazionale nella circoscrizione Campania 1, venendo questa volta rieletto a Montecitorio.
Alle elezioni politiche del 2006 viene ricandidato alla Camera dei deputati, tra le liste di AN nella circoscrizione Campania 1 in seconda posizione dietro a Gianfranco Fini, venendo eletto ancora una volta deputato. Nella XV legislatura della Repubblica è stato vicepresidente della Giunta delle elezioni e membro della 9ª Commissione Trasporti, poste e telecomunicazioni.
Alle elezioni politiche del 2008 viene candidato al Senato della Repubblica, nella circoscrizione Campania in ottava posizione tra le liste del Popolo della Libertà (lista elettorale dove AN confluisce), venendo eletto senatore. Alle elezioni amministrative dello stesso anno si candida come sindaco del comune di Afragola, sostenuto da una coalizione di centro-destra formata dal PdL, Partito Repubblicano Italiano e le liste civiche "Nuova Città", "Società Aperta" e "Iniziativa Popolare", venendo eletto al secondo turno contro il candidato del centro-sinistra, l'urbanista e assessore provinciale Francesco Domenico Moccia. La giunta del Senato confermò la compatibilità delle due cariche di senatore e sindaco nonostante il diverso avviso della Corte costituzionale.
Non è stato ricandidato in Parlamento alle elezioni politiche del 2013, e, nello stesso anno, cessa dal mandato di sindaco a scadenza naturale il 10 giugno.

## Provvedimenti giudiziari
Nel 2010 Nespoli viene indagato dalla Procura di Napoli per concorso in voto di scambio, in fatti di bancarotta fraudolenta, in bancarotta e in riciclaggio nell'ambito di un'inchiesta sul fallimento di una ditta di vigilanza e sulla distrazione di fondi verso alcune operazioni immobiliari di una società riconducibile alla moglie; terminata la XVI legislatura, venuta meno l'immunità parlamentare, è divenuto esecutivo un provvedimento di obbligo di dimora nel comune di Afragola.
Successivamente è stato condannato a 5 anni in primo e secondo grado per bancarotta fraudolenta; la sentenza è stata annullata il 3 maggio 2019 con rinvio ad altra sezione. Il 26 febbraio 2020 è stato condannato in primo grado a 8 anni di reclusione e alla confisca di circa 1,7 milioni di euro per bancarotta fraudolenta e riciclaggio; è stato comunque assolto dall'accusa di voto di scambio. Nespoli ha rinunciato alla prescrizione in riferimento al reato di bancarotta e ha annunciato ricorso.